# 無水氯化亞鈷試紙

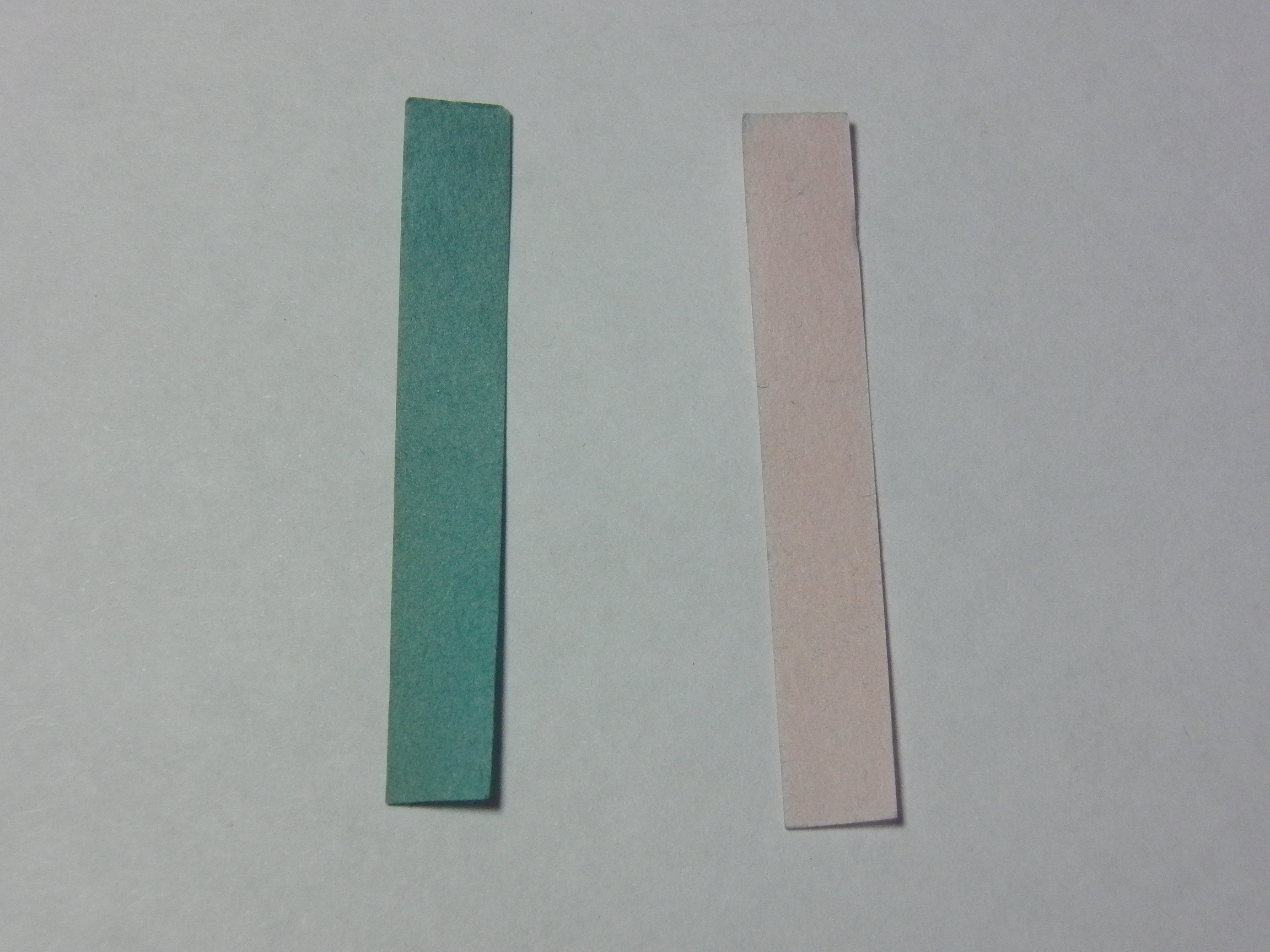
氯化亞鈷試紙(左)，水合氯化亞鈷試紙(右)

无水氯化亞钴试纸（英語：Anhydrous cobalt(II) chloride paper）在實驗室中常用來檢驗水分子的存在，這是因為氯化亞鈷遇水會發生水合反應，產生六水氯化亞鈷。氯化亞鈷是淺藍色的，而六水氯化亞鈷是粉紅色的，因而有此效果。因此，氯化亞鈷試紙可以檢測任何酸鹼值。
粉紅色氯化亞鈷試紙呈現有水，藍色氯化亞鈷試紙與其相反（也就是無水）。若要使其粉紅色（含水）變成藍色（無水）：
1. 讓水升溫（熱水）
2. 加入含有氫離子的水溶液（aq）
3. 脫水

若要使其藍色（無水）變粉紅色（含水）：
1. 讓水降溫（冰水）
2. 加入含有氫氧根離子的水溶液（aq）
3. 加水

六水合氯化亞钴（Cl2CoH12O6）加热后可变为无水氯化亞钴，因而使用后的试纸经加热而使水蒸發後即可以重复使用。